# Чердынь
Че́рдынь — город в Пермском крае России. Административный центр Чердынского муниципального округа. Чердынь является одним из древнейших городов Урала и входил в Перечень исторических городов России (список 2002 года). Население — 4502 чел. (2023).

## Этимология
Согласно общепринятой точке зрения, изложенной, в частности, А. С. Кривощёковой—Гантман, название города происходит от коми-зырянского чер «приток» и коми-пермяцкого дын «устье», — то есть «поселение, выросшее в устье реки». Современное название речки — Чердынка — вторично, дано по названию города.
Согласно другой версии, название поселения, наоборот, произошло от названия реки Чердынка, которая расположена с северной стороны города и до прихода русских называлась «Чер» (в переводе с коми-зырянского «топор, секира»).
В писцовых книгах XVI—XVII веков, в государевых грамотах и других указах Чердынь называли «Пермь Великая Чередынь».

## География
Город расположен на севере Пермского края на правом берегу реки Колвы в 290 км от Перми. Расстояние по автодороге до ближайшей железнодорожной станции Соликамск — 95 км, до административного центра Пермского края, города Перми — 300 км.

## История

### Основание города

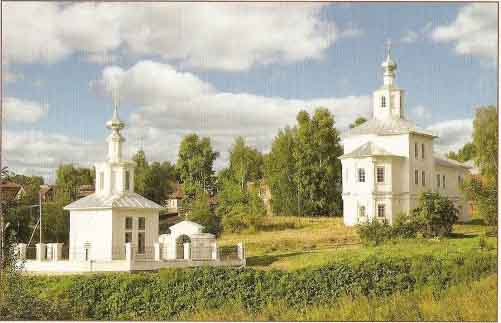
Спасская часовня и Успенская церковь

Точных сведений о дате основания Чердыни нет. Существуют гипотезы, согласно которым город первоначально располагался южнее, на месте села Пянтег. Позднее Чердынь будто бы переместилась на север, в район села Покчи, а затем оказалась на своём современном месте.
В русской историографии XIX века древнерусский топоним Пермь Великая отождествлялся со скандинавским топонимом Биармия, центр которой, как полагали, находился в районе Чердыни, которая в X—XII веках вела обширную торговлю с волжскими булгарами, Ираном, Великим Новгородом и северными народами (Югрой). В эту эпоху с Пермью поддерживали тесные торговые и политические отношения новгородцы, которые следовали на восток древним торговым путём по притокам Северной Двины, попадая с Вычегды волоком на Колву. Чердынь и расположенное в семи километрах к северу другое важное селение Покча были основаны на высоком правом берегу Колвы близ её впадения в Вишеру напротив горы Полюд, самой высокой точки в этой части Уральских гор. Историки отмечают, что Чердынь располагалась на перекрестке водно-волоковых торговых путей:
- В Вычегду по Колве и через Немский (Бухонин) волок;
- К полноводной Печоре и по ней к Ледовитому океану;
- В Западную Сибирь по Вишере (Вишерско-Лозьвинский волок) и Чусовой (Чердынская дорога);
- В Вятку через Волосницкий волок.

Кроме того, на юг проходил путь на Каму и Волгу. На север от Чердыни также шла «пушная» дорога к полноводной Печоре и по ней к Ледовитому океану. Новгородцы получали дань с местных жителей (вероятно, название горы Полюд происходит от полюдья, то есть дани, которую здесь собирали для Новгорода) и числили край среди своих административных округов, но данных о наличии русского населения в Чердыни до конца XV века нет.
Первоначально на месте Чердыни существовало Чердынское (Троицкое) городище, которое относят к родановской культуре. При его раскопках обнаружены обломки глиняной посуды и бронзовые шумящие подвески XII-XIII веков. Первое упоминание Чердыни содержится в Вычегодско-Вымской летописи и относится к 1451 году:

Лета 6959 прислал князь великий Василей Васильевич на Пермскую землю наместника от роду вереиских князей Ермолая да за ним Ермолаем да за сыном ево Василием правити пермской землёй Вычегоцкою, а старшево сына тово Ермолая, Михаила Ермолича, отпустил на Великая Пермь на Чердыню. А ведати им волости вычегоцкие по грамоте наказной по уставной.

Раскопки, проведённые в Чердыни в 2000-е годы показали, что это было святилище, а не городок: не обнаружено ни укреплений, ни жилых построек. На месте городища в XV веке был основан собственно город Чердынь. Обнаруженные археологами остатки деревянных укреплений русского кремля датируются XVI—XVII веками.
Экономическое и политическое значение Перми Великой — Чердыни достигло пика в XV веке. Кроме пушнины, высоко ценившейся в Европе, в Пермском крае сосредотачивалось так называемое закамское серебро, то есть высокохудожественные серебряные изделия Сасанидской Персии, Византии и Волжской Булгарии издавна стекавшиеся сюда по торговым путям в обмен на меха и, возможно, добываемое и обрабатываемое на месте; это серебро составляло значительную часть дани, уплачиваемой русскими землями, преимущественно новгородцами, Золотой Орде. Начиная с Ивана Калиты, московские князья пытались оспорить политическое господство Новгорода над Пермским краем.

### В составе Великопермского княжества 1451—1505 годы

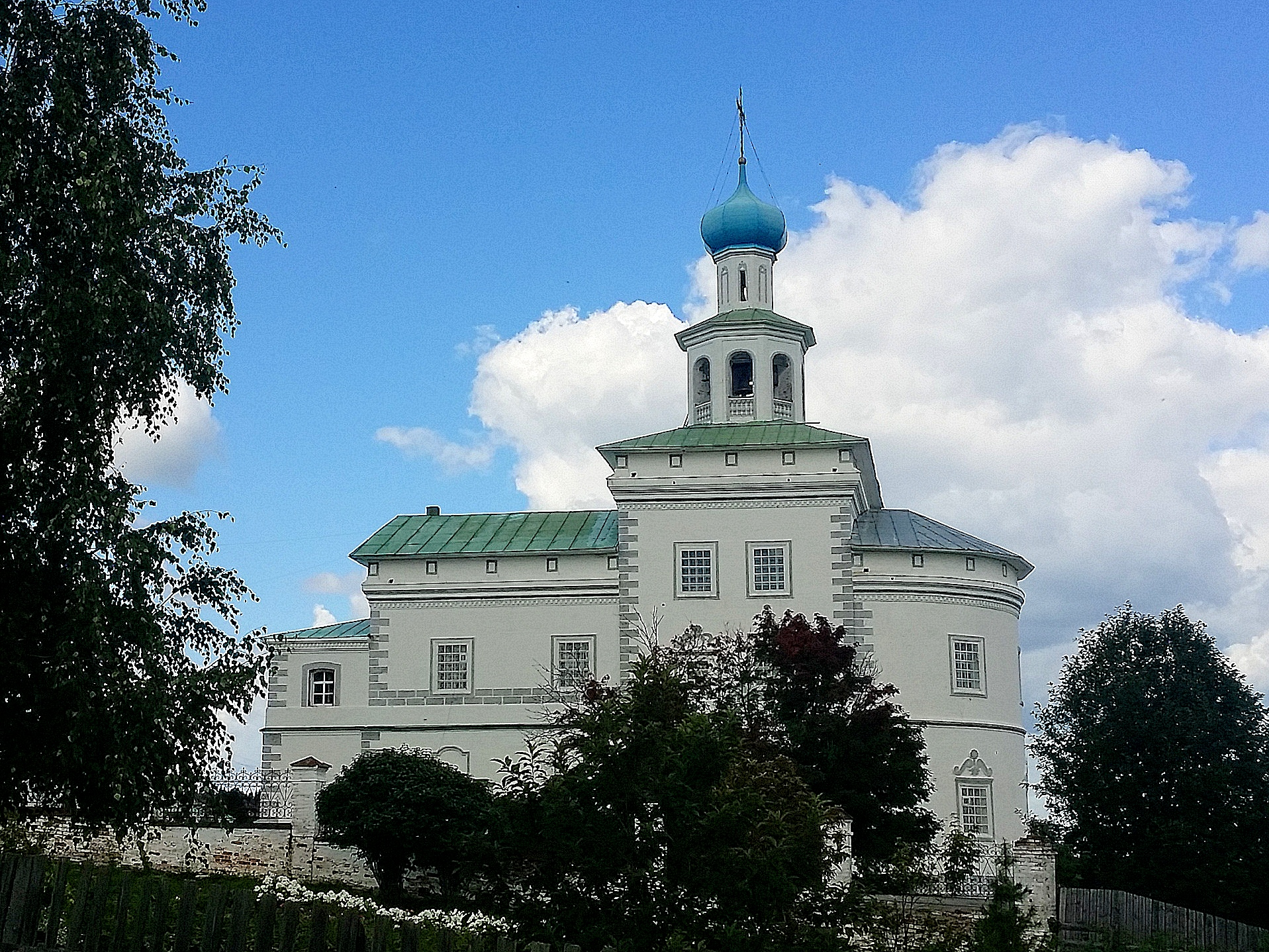
Церковь Иоанна Богослова Богословского монастыря

Проводниками влияния московских властей стали пермские епископы. Пермский епископ Питирим в условиях феодальной войны в Московском княжестве поддержал Василия II, издав в 1447 году вместе с другими церковными иерархами Руси анафему на его противника князя Дмитрия Шемяку. Помощь выразилась также в том, что Питирим в 1450 году послал на защиту от Шемяки Великого Устюга свою паству, а двое пермских сотников были казнены Шемякой.
В 1451 году Василий Темный назначил в Чердынь своего ставленника — князя Михаила Ермолаевича. В 1455 году епископ Питирим попытался крестить чердынцев, но был убит в результате набега манси. Новый епископ Иона Пермский «добавне крести» Пермь Великую в 1462 году. В этом же году в Чердыни был основан Иоанно-Богословский мужской монастырь, при котором был заложен первый на Западном Урале христианский храм — деревянная церковь Иоанна Богослова. В результате Чердынского похода 1472 года московский отряд разорил коми-пермяцкое святилище в Искоре. После похода 1472 года центр русской администрации Перми Великой был перенесён в Покчу; как считал А. А. Дмитриев это было сделано намеренно, чтобы сломать старые традиции. Князь Михаил, доставленный в Москву, выразил покорность Ивану III и вскоре возвратился назад. В 1481 году Чердынь вновь атаковали пелымские манси (вогуличи) во главе со своим князем Асыкой. Им не удалось взять город, но во время осады князь Михаил был убит.
Устюжский летописный свод указывает, что в 1504 году «город сгорел Чердынь и князь Матфей Михайлович великопермский поставил город на Покче новый».
Потомки князя Михаила княжили в Чердыни и Покче до 1505 года, когда княжество было упразднено, и в Чердынь был назначен московский наместник. 

### Чердынь в XVI — начале XX веков

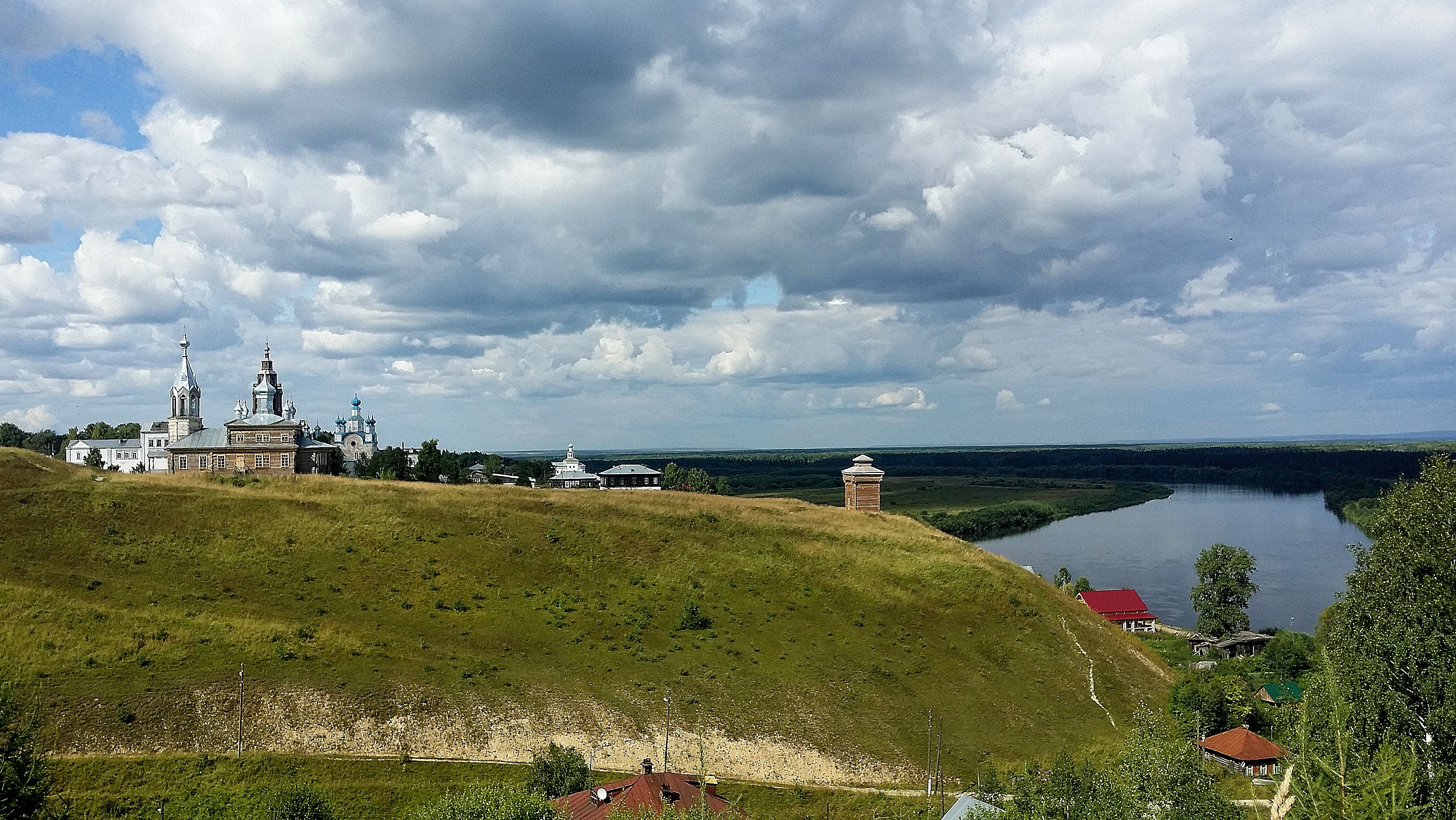
Троицкое городище

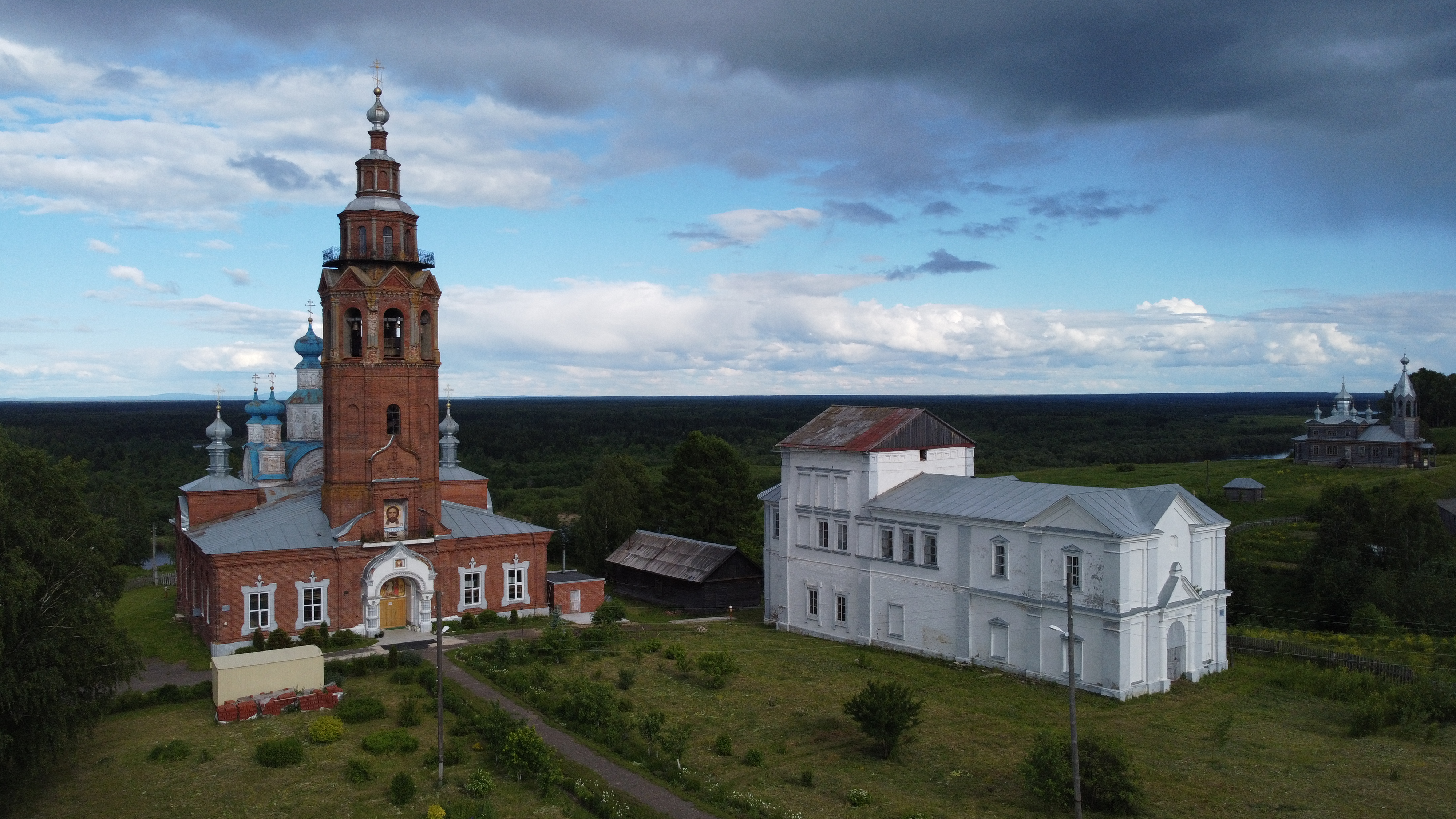
Воскресенский собор и Преображенская церковь

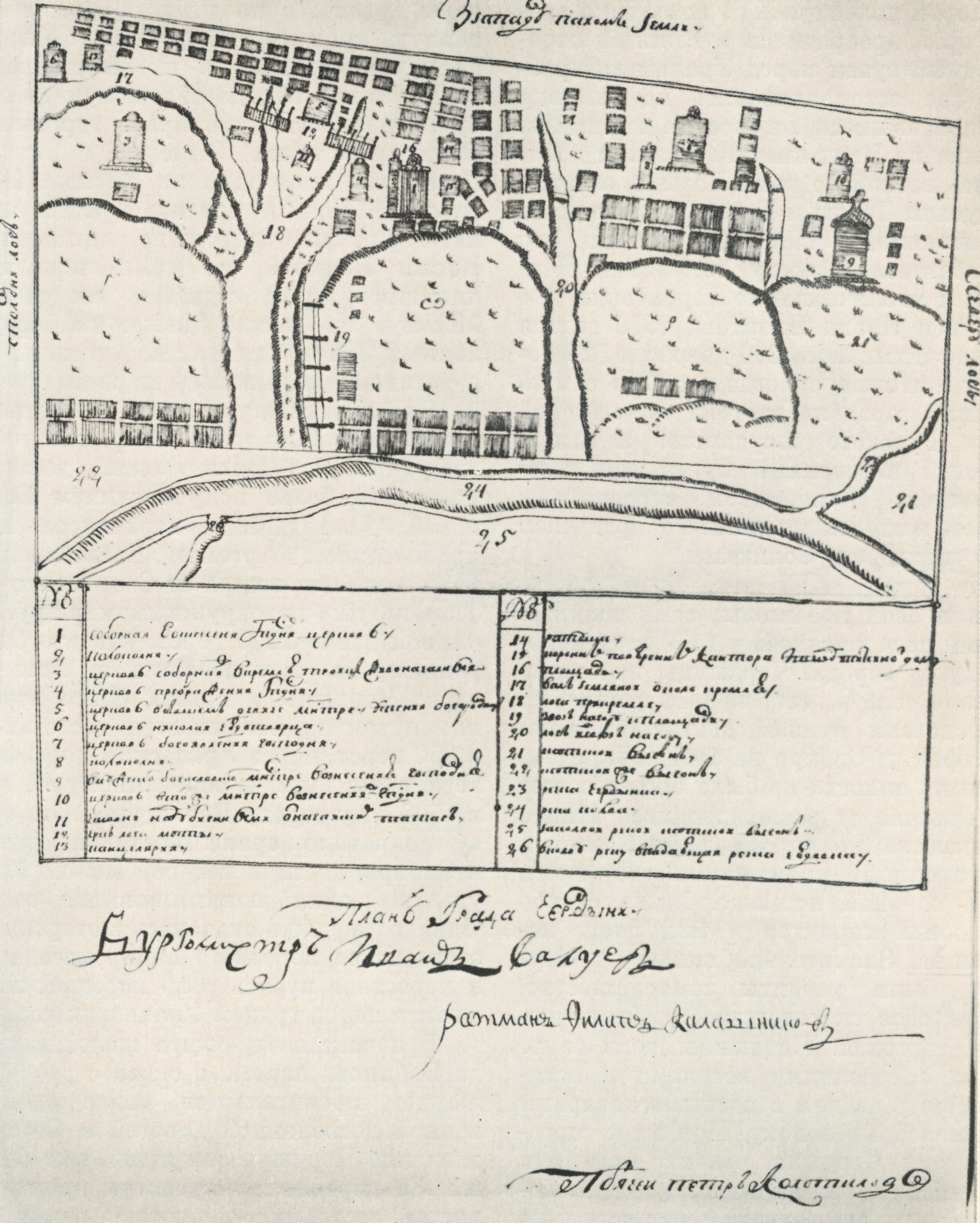
План города Чердыни начала XVIII века, из архива ЦГИАЛ

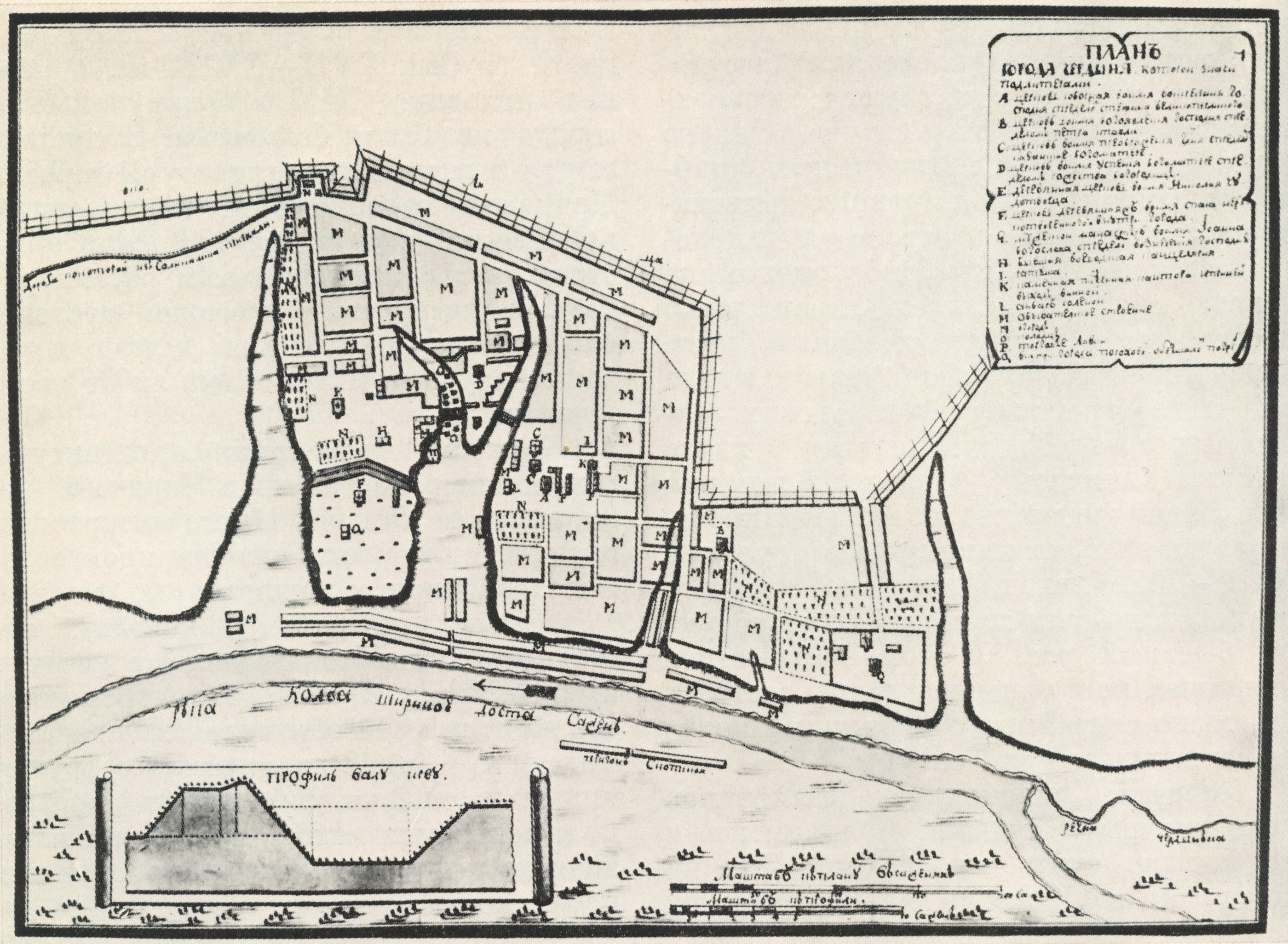
План города Чердыни, 1770 г., из архива ЦГИАЛ

В 1535 году на Троицком холме города под наблюдением московского мастера — дьяка Семёна Курчова — был возведён первый на Урале кремль — Чердынский кремль, переживший одиннадцать крупных осад. В этом же году сгорела Покча, и Чердыни был возвращён статус административного центра. Одновременно Чердынь официально была признана городом.
В этот период оформился новый «Московский» путь в Сибирь, который был короче «Чрезкаменного» (шедшего через Северный Урал), что чрезвычайно усилило экономическое и политическое влияние Москвы на Сибирь.
До присоединения к России в 1552 году обширного Казанского ханства Чердынь оставалась приграничной крепостью. В 1547 году на город был совершен набег ногайских татар, которые были разбиты на подступах к Чердыни у Кондратьевой слободы (до самого города они не смогли добраться). 85 чердынских мучеников, погибших от ран во время этого набега, стали первыми пермяками, канонизированными Русской православной церковью. По другой версии этот набег совершили сибирские татары. По преданию, 85 мучеников были захоронены в Чердыни, и на месте их погребения была построена не сохранившаяся каменная часовня Во имя Нерукотворного Образа Иисуса Христа. Проведённые в 2005 году археологические раскопки на месте, где стояла часовня, не выявили останков 85 ратников (найдены останки 10 человек, среди которых только 4 были взрослыми мужчинами, причём зрелого возраста).
Согласно писцовым книгам И. И. Яхонтова, в 1579 году в Чердыни было 290 дворов и 67 лавок (не считая амбаров), причём большинство населения было «беспашенным», то есть занималось торговлей и службой.
Известно описание Чердыни, составленное воеводой Петром Нащокиным в 1613 году:
город Чердынь деревянный и на городе шесть башен, а мосты и обломы на городе и на башнях сгнили и кровли обвалились, а у города четверо ворота, да тайник завалился; а на городе наряду пушка медная 12 пядей в станку, а станок и колеса ветхи и худы.
В начале XVII века Чердынь оставалась крупным религиозным центром — в городе в 1624 году было 16 деревянных храмов (12 приходских и 4 монастырских). Чердынский Иоанно-Богословский монастырь получил в 1580 году жалованную грамоту от Ивана Грозного, которая давала ему большую самостоятельность в хозяйственных и духовных делах, причём эту грамоту подтверждали вновь вступающие на престол русские цари в 1586, 1600, 1608, 1615 и 1624 годах.
После выделения южной части пермских земель в вотчину Строгановым административный центр края сместился на юг, и Чердынь утратила прежнее политическое значение. В 1636 году чердынский воевода был переведён в Соликамск, где расположился центр управления Чердынским и Соликамским уездами. В XVII—XVIII веках Чердынь вела активную торговлю с Русским Севером. В конце XVII века в городе уже жили торговые люди из северных Пустозерска и Усть-Цильмы (от последних произошла фамилия Исцелемов). В конце XVIII века через Чердынь с низовьев Камы поступали в Пустозерск хлеб (по сообщению 1781 года 20—30 тыс. пудов в год), пенька и некоторые другие товары, которые обменивались на «рыбу, мяхкую рухлядь, моржовые и белужьи лавтаки, моржовое и белужье сало». Путь этот, из Чердыни в Пустозерск через Печорский волок, существовал и в XIX веке — в 1881 году предприимчивый крестьянин из села Камгорт И. А. Суслов предлагал построить узкоколейную железную дорогу для ведения хлебной торговли с Печорским краем, но эти планы не были осуществлены. Помимо рыбы в Пустозерск поступала соль из Соликамска. Активная торговля чердынских купцов с Печорским краем продолжалась в начале XX века. Чердынцы с XVII века вывозили с Печорского края точильные камни (право на их добычу было предоставлено грамотой царя Михаила Федоровича 1638 года); в начале XX века с Печоры поступало ежегодно в Чердынь большое количество точил.
В 1708 году город Чердынь был включён в состав учреждённой Сибирской губернии.
Экономика края развивается преимущественно за счёт разработки месторождений поваренной и калийной солей вокруг городов Соликамск и Березники, для вывоза которых в Чердыни и Покче до начала XX века строили баржи. Строительство железных дорог также ограничилось южной частью Пермской области, и Чердынь с областным центром в настоящее время соединяет только шоссе и речной транспорт.

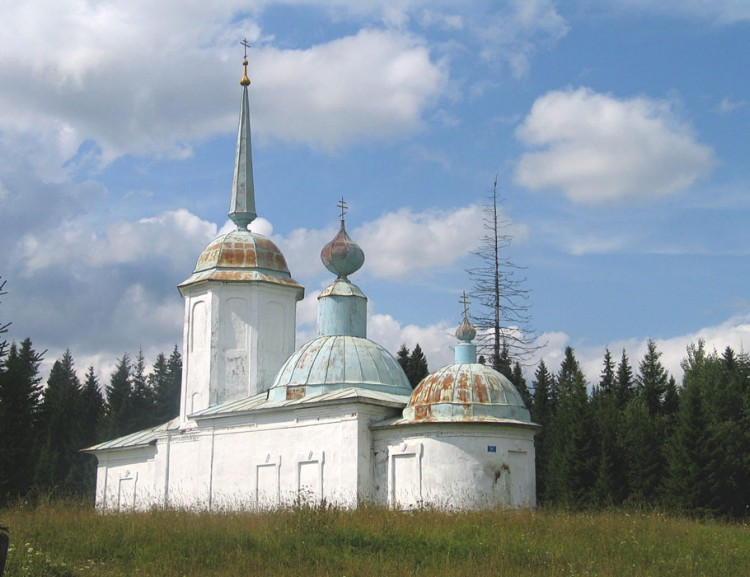
Всесвятская кладбищенская церковь

На Чердынь заметное влияние оказал приток беженцев, эвакуированных в ходе Великого отступления Первой мировой войны. Только в сентябре 1915 года в Чердынь доставили 517 переселенцев:
- 316 немцев (две партии по 282 и 34 человека);
- 116 русских;
- 185 евреев — подданных Австро-Венгрии.

Эвакуированных русских отправили в Покчу, немцев разослали по населённым пунктам Чердынского уезда (в Вильгорт, Искор и другие места), а прибывших евреев оставили в Чердыни.
С точки зрения административного устройства с 1781 года Чердынь являлась центром Чердынского уезда Пермского наместничества (с 1796 года — Пермской губернии).

### Современность
В 1923 году город становится центром вновь образованного Чердынского района Верхне-Камского округа Уральской области, с 1934 года —— в составе Свердловской области, с 1938 года — в составе Пермской области.
В 2004 году Чердынь получает статус городского поселения в составе Чердынского муниципального района. В 2019 году Чердынское городское поселение и муниципальный район упразднены, вместо них образовано единое муниципальное образование — Чердынский городской округ с административным центром в Чердыни.
Современные Чердынь и Покча до сих пор сохраняют облик старинных русских городков с типичными усадебными хозяйствами и не имеют многоэтажной застройки.
Чердынь — центр распространения уникальной Пермской деревянной скульптуры, в целом нехарактерной для убранства русских церквей. Древнейшие скульптуры, сохранившиеся до наших дней, датируются XVII веком и находятся в Пермской художественной галерее.
В 2006—2009 годах по инициативе пермского писателя Алексея Иванова в расположенном около Чердыни селе Камгорт проводился фестиваль «Сердце Пармы» (с 2010 года — «Зов Пармы»). В 2016 году фестиваль перенесли в пригород Чердыни — село Серёгово.

## Климат
Климат умеренный континентальный. Зима морозная, выпадает много снега. Июль относительно тёплый, но лето короткое.
Долгота дня изменяется от 5 часов 45 минут до 19 часов 1 минуты (приблизительные значения во время солнцестояний).
- Среднегодовая относительная влажность воздуха — 78 %. Среднемесячная влажность — от 61 % в мае до 89 % в ноябре.
- Среднегодовая скорость ветра — 3,1 м/с. Среднемесячная скорость — от 2,3 м/с в июле до 3,5 м/с в марте[39].

| Показатель                    | Янв.  | Фев.  | Март  | Апр.  | Май   | Июнь | Июль | Авг. | Сен. | Окт.  | Нояб. | Дек.  | Год   |
| ----------------------------- | ----- | ----- | ----- | ----- | ----- | ---- | ---- | ---- | ---- | ----- | ----- | ----- | ----- |
| Абсолютный максимум, °C       | 3,3   | 4,1   | 12,7  | 24,0  | 32,0  | 36,4 | 33,8 | 34,7 | 28,5 | 19,6  | 9,3   | 5,3   | 36,4  |
| Средний суточный максимум, °C | −11,9 | −9,9  | −1,7  | 6,3   | 14,4  | 20,9 | 23,0 | 18,5 | 12,0 | 3,7   | −5,1  | −9,8  | 5,0   |
| Средняя температура, °C       | −14,9 | −13,3 | −5,4  | 1,6   | 8,8   | 15,3 | 17,9 | 14,0 | 8,1  | 1,3   | −7,8  | −13,2 | 1,0   |
| Средний суточный минимум, °C  | −18,3 | −16,5 | −9,3  | −2,1  | 4,3   | 10,8 | 13,3 | 10,2 | 5,3  | −0,9  | −9,9  | −15,7 | −2,4  |
| Абсолютный минимум, °C        | −50,2 | −42,5 | −37,2 | −24,2 | −14,9 | −3,1 | 1,5  | −2,1 | −8,5 | −25,4 | −45,4 | −51,6 | −51,6 |
| Норма осадков, мм             | 62    | 39    | 40    | 45    | 56    | 76   | 82   | 78   | 70   | 76    | 73    | 67    | 764   |
| Источник: .                   |       |       |       |       |       |      |      |      |      |       |       |       |       |

## Население
| 1579  | 1623  | 1646  | 1678  | 1814  | 1856  | 1860  | 1897  | 1903  | 1913  | 1920  | 1926  |
| ----- | ----- | ----- | ----- | ----- | ----- | ----- | ----- | ----- | ----- | ----- | ----- |
| 326   | ↘310  | ↘200  | ↗725  | ↗2793 | ↗3300 | ↗3425 | ↗3658 | ↗4321 | ↘4200 | ↗4578 | ↘3900 |
| 1931  | 1959  | 1970  | 1979  | 1989  | 1992  | 1996  | 1998  | 2000  | 2001  | 2002  | 2003  |
| ↗4200 | ↗7524 | ↘6972 | ↘6617 | ↘6535 | ↗6600 | →6600 | ↘6500 | →6500 | ↘6400 | ↘5756 | ↗5800 |
| 2005  | 2006  | 2007  | 2008  | 2009  | 2010  | 2011  | 2012  | 2013  | 2014  | 2015  | 2016  |
| ↘5500 | ↘5300 | ↗5500 | ↘5400 | ↘5365 | ↘4920 | ↘4900 | ↘4756 | ↘4673 | ↘4644 | ↗4674 | ↗4686 |
| 2017  | 2018  | 2019  | 2020  | 2021  | 2023  |       |       |       |       |       |       |
| ↗4687 | ↘4677 | ↘4634 | ↘4618 | ↘4590 | ↘4502 |       |       |       |       |       |       |

На 1 января 2025 года по численности населения город находился на 1083-м месте из 1124 городов Российской Федерации.
По итогам Всероссийской переписи 2010 года население Чердыни составило 4920 человек, из них 2234 мужчин и 2686 женщин (45,4 % и 54,6 % соответственно). По национальному составу наибольший процент среди жителей города составляют: русские — 94,6 %, украинцы — 1,4 %, татары — 0,7 %.
Динамика изменения численности дворов в Чердыни за 1579—1678 годы:
| Год                             | 1579 | 1623 | 1646 | 1678 |
| Количество дворов               | 290  | 304  | 147  | 295  |
| Население (д. м. п.*)           | 326  | 309+ | 200  | 725  |
| * д. м. п. — душ мужского пола. |      |      |      |      |

| Национальности | 1897  | 1897  |
| Национальности | число | %     |
| -------------- | ----- | ----- |
| Всего          | 3 658 | 100   |
| русские        | 3 510 | 95,95 |
| коми-зыряне    | 60    |       |
| татары         | 21    |       |
| поляки         | 19    |       |
| евреи          | 13    |       |
| цыгане         | 13    |       |
| коми-пермяки   | 9     |       |
| удмурты        | 4     |       |
| белорусы       | 3     |       |
| немцы          | 2     |       |
| башкиры        | 2     |       |
| прочие         | 2     |       |

## Краеведческий музей
В 1899 году в городе был открыт общеобразовательный музей в ознаменование 100-летия со дня рождения А. С. Пушкина. В этом же году в городе был создан археологический музей. В 1918 году оба музея слились в один Общеобразовательный музей имени А. С. Пушкина, с 1922 года получивший своё современное название — Чердынский краеведческий музей имени А. С. Пушкина. 

Музейное собрание составляет более 110 тыс. ед. хранения и включает в себя следующие коллекции: археологическую, пермской деревянной скульптуры, старопечатных и рукописных книг XVI—XVIII веков, коллекции иконописи, этнографии, клады восточных монет. В этом музее есть возможность примерить на себя 50-ти килограммовые кандалы замученного в соседнем Ныробе боярина Михаила Никитича.
Музей имеет два филиала: Выставочный зал и Музей истории веры.
В музей значительно возрос поток посетителей после выхода в 2003 году романа пермского писателя Алексея Иванова «Сердце Пармы, или Чердынь — княгиня гор». Если в 2003 году музей посетили 36,9 тыс. человек, то в 2015 году — 71 тыс. человек.

## Средства массовой информации
Районная газета «Северная звезда» (с 1931 по 1962 год — под названием «Северная коммуна»).
Радио «Соль FM» — 102,2 FM.
Радио России (Ныроб) — 102,7 FM.